# Flûme
Cet article possède un paronyme, voir Flume.
Pour les articles homonymes, voir Flume (homonymie).
La Flûme est une rivière de l'Ouest de la France, dans le département d'Ille-et-Vilaine, en région Bretagne. C'est un affluent de la Vilaine.

## Source et communes traversées
La source de la Flûme est située dans le département d'Ille-et-Vilaine, entre les communes de La Chapelle-Chaussée et Cardroc, au lieu-dit la Ville-ès-Coqs.
La Flûme s’écoule ensuite vers le sud, sur 33,9 km de longueur, en traversant les communes de :
- Saint-Gondran,
- Langouët,
- Gévezé,
- La Mézière,
- Pacé,
- L'Hermitage,
- Le Rheu / Vezin-le-Coquet.

Elle se jette dans la Vilaine en amont des Landes d’Apigné entre les communes du Rheu, de Vezin-le-Coquet et de Rennes.

## Affluents
La Flûme a huit affluents référencés, dont :
- le Pérouse (rd), 5,2 km, sur les quatre communes de Gévezé, La Chapelle-Chaussée, Langan, Langouët ;
- le Champalaune ou ruisseau du Moulin Neuf (rg), 6,1 km, sur les deux communes de La Chapelle-des-Fougeretz et Pacé.

## Hydrologie
La Flûme traverse une seule zone hydrologique, La Flûme & ses affluents (J721), de 136 km2.

## Qualité de l'eau
Le suivi de la qualité physico-chimique de la Flûme se fait grâce à un point de prélèvement sur la commune de Pacé, qui donne les résultats suivants :
| Nitrates                                   | 2010 | 2011 | 2012 |
| ------------------------------------------ | ---- | ---- | ---- |
| Concentration du paramètre (percentile 90) | 35,8 | 33,9 | 26,1 |
| Classe SEQ-Eau                             |      |      |      |

Conformément à la directive-cadre sur l'eau, la Flûme doit atteindre le bon état écologique de l'eau. Les évaluations effectuées montrent l'état écologique suivant :
| état écologique de la masse d'eau | 2010     | 2011     |
| --------------------------------- | -------- | -------- |
| état écologique                   | Médiocre | Médiocre |